# Basketball-Bundesliga 2002-2003
La Basketball-Bundesliga 2002-2003 è stata la 37ª edizione del massimo campionato tedesco di pallacanestro maschile. La vittoria finale è stata ad appannaggio dell'Alba Berlin.

## Stagione regolare
|     | Squadra                  | G  | V  | P  | Pt. | Qualificazione       |
| --- | ------------------------ | -- | -- | -- | --- | -------------------- |
| 1.  | Telekom Baskets Bonn     | 26 | 19 | 7  | 38  | playoffs             |
| 2.  | Alba Berlin              | 26 | 19 | 7  | 38  | playoffs             |
| 3.  | TXU Energie Braunschweig | 26 | 17 | 9  | 34  | playoffs             |
| 4.  | RheinEnergie Cologne     | 26 | 17 | 9  | 34  | playoffs             |
| 5.  | TSK Bamberg              | 26 | 17 | 9  | 34  | playoffs             |
| 6.  | EWE Baskets Oldenburg    | 26 | 15 | 11 | 30  | playoffs             |
| 7.  | Opel Skyliners Frankfurt | 26 | 15 | 11 | 30  | playoffs             |
| 8.  | Bayer Giants Leverkusen  | 26 | 12 | 14 | 24  | playoffs             |
| 9.  | Brandt Hagen             | 26 | 11 | 15 | 22  | girone retrocessione |
| 10. | Avitos Gießen            | 26 | 11 | 15 | 22  | girone retrocessione |
| 11. | Mitteldeutscher          | 26 | 10 | 16 | 20  | girone retrocessione |
| 12. | EnBW Ludwigsburg         | 26 | 9  | 17 | 18  | girone retrocessione |
| 13. | TSK Würzburg             | 26 | 5  | 21 | 10  | girone retrocessione |
| 14. | TBB Trier                | 26 | 5  | 21 | 10  | girone retrocessione |

### Girone retrocessione
|    | Squadra          | G  | V  | P  | Pt. | Qualificazione                         |
| -- | ---------------- | -- | -- | -- | --- | -------------------------------------- |
| 1. | Brandt Hagen     | 36 | 18 | 18 | 36  |                                        |
| 2. | Avitos Gießen    | 36 | 17 | 19 | 34  |                                        |
| 3. | Mitteldeutscher  | 36 | 15 | 21 | 30  |                                        |
| 4. | EnBW Ludwigsburg | 36 | 13 | 23 | 26  |                                        |
| 5. | TSK Würzburg     | 36 | 10 | 26 | 20  | retrocesse in 2. Basketball-Bundesliga |
| 6. | TBB Trier        | 36 | 8  | 28 | 16  | retrocesse in 2. Basketball-Bundesliga |

## Playoff
|  | Quarti di finale | Quarti di finale  | Quarti di finale |              |               | Semifinali   | Semifinali | Semifinali |  |  | Finali | Finali   | Finali |
|  |                  |                   |                  |              |               |              |            |            |  |  |        |          |        |
|  | 1.               | Telekom Bonn      | 3                |              |               |              |            |            |  |  |        |          |        |
|  | 8.               | Bayer Leverkusen  | 2                |              |               |              |            |            |  |  |        |          |        |
|  | 8.               | Bayer Leverkusen  | 2                |              | 1.            | Telekom Bonn | 1          |            |  |  |        |          |        |
|  |                  |                   |                  |              | 1.            | Telekom Bonn | 1          |            |  |  |        |          |        |
|  |                  | 5.                | Bamberga         | 3            |               |              |            |            |  |  |        |          |        |
|  | 4.               | 5.                | Bamberga         | 3            | Cologne 99ers | 1            |            |            |  |  |        |          |        |
|  | 4.               |                   |                  |              | Cologne 99ers | 1            |            |            |  |  |        |          |        |
|  | 5.               | Bamberga          | 3                |              |               |              |            |            |  |  |        |          |        |
|  |                  |                   |                  |              |               |              |            |            |  |  | 5.     | Bamberga | 0      |
|  |                  |                   | 2.               | Alba Berlino | 3             |              |            |            |  |  |        |          |        |
|  | 2.               | Alba Berlino      | 3                |              |               |              |            |            |  |  |        |          |        |
|  | 7.               | Skyl. Francoforte | 2                |              |               |              |            |            |  |  |        |          |        |
|  | 7.               | Skyl. Francoforte | 2                |              | 2.            | Alba Berlino | 3          |            |  |  |        |          |        |
|  |                  |                   |                  |              | 2.            | Alba Berlino | 3          |            |  |  |        |          |        |
|  |                  | 3.                | Braunschweig     | 2            |               |              |            |            |  |  |        |          |        |
|  | 3.               | 3.                | Braunschweig     | 2            | Braunschweig  | 3            |            |            |  |  |        |          |        |
|  | 3.               |                   |                  |              | Braunschweig  | 3            |            |            |  |  |        |          |        |
|  | 6.               | EWE Oldenburg     | 1                |              |               |              |            |            |  |  |        |          |        |

| Basketball-Bundesliga 2002-2003 |
| ------------------------------- |
| ALBA Berlin 7º titolo           |

## Formazione vincitrice
| N° | Naz.                            | Ruolo | Sportivo           |  | Alt. |  |
| -- | ------------------------------- | ----- | ------------------ |  | ---- |  |
| 4  | Germania (bandiera)             | G     | Henrik Rödl        |  | 200  |  |
| 5  | Germania (bandiera)             | G     | Jörg Lütcke        |  | 200  |  |
| 5  | Germania (bandiera)             | P     | Heiko Schaffartzik |  | 183  |  |
| 6  | Jugoslavia (bandiera)           | C     | Jovo Stanojević    |  | 208  |  |
| 7  | Germania (bandiera)             | G     | Marko Pešić        |  | 198  |  |
| 8  | Stati Uniti (bandiera)          | C     | Kevin Rankin       |  | 212  |  |
| 9  | Germania (bandiera)             | C     | Teoman Öztürk      |  | 208  |  |
| 10 | Germania (bandiera)             | P     | Mithat Demirel     |  | 180  |  |
| 11 | Germania (bandiera)             | GA    | Nino Garris        |  | 199  |  |
| 12 | Jugoslavia (bandiera)           | GA    | Vladimir Petrović  |  | 198  |  |
| 13 | Germania (bandiera)             | AG    | Guido Grünheid     |  | 208  |  |
| 14 | Stati Uniti (bandiera)          | AC    | Quadre Lollis      |  | 200  |  |
| 15 | Stati Uniti (bandiera)          | P     | DeJuan Collins     |  | 188  |  |
|    | Bosnia ed Erzegovina (bandiera) | All.  | Emir Mutapčić      |  |      |  |

## Premi e riconoscimenti
- MVP regular season:  Jovo Stanojević, Alba Berlin